# 馬爾庫斯 (巴西利斯庫斯之子)
马尔库斯（拉丁语：Flavius Marcus Augustus，希腊语：Μάρκος）是东罗马将领、篡位者巴西利斯库斯与芝诺妮丝之子，死于476或477年。他于475年被其父授予凯撒头衔，稍后被擢升为奥古斯都，成为他父亲的共治皇帝。芝诺于476年8月末夺回君士坦丁堡复辟，马尔库斯与父母逃入教堂避难。芝诺承诺不会让他们流血，于是把他们流放至卡帕多西亚的利姆奈，并将他们饿死。